# Paula Marshall
Paula Marie Marshall (* 12. Juni 1964 in Rockville, Maryland) ist eine US-amerikanische Schauspielerin.

## Leben und Leistungen
Marshall debütierte in einer Folge der Fernsehserie True Blue aus dem Jahr 1990 und trat im selben Jahr in einer Folge der Sitcom Seinfeld in der Rolle der Sharon auf. Im für das Fernsehen produzierten Science-Fiction-Actionfilm The Flash (1990) spielte sie eine der größeren Rollen genauso wie im Horrorfilm Warlock – Satans Sohn kehrt zurück (1993) mit Julian Sands in der Titelrolle. In der Komödie Noch einmal mit Gefühl (1997) spielte sie die Rolle von Molly De Mora, der Tochter von Lilly Leonard (Bette Midler) und Dan De Mora (Dennis Farina). Ende der 1990er Jahre war sie in Fernsehserien wie Chaos City zu sehen. In der Fernsehkomödie Second to None (2001), die sie produzierte, übernahm sie die Hauptrolle.
Marshall war in den Jahren 1989 bis 1998 mit ihrem Schauspielkollegen Tom Ardavany verheiratet. Im Jahr 2003 heiratete sie ihren Schauspielkollegen Danny Nucci, mit dem sie ein Kind hat. Sie spielte gemeinsam mit Nucci eine größere Rolle in der Thrillerkomödie Break a Leg (2005) mit Molly Parker und Jennifer Beals.
Marshall sagte in einem Interview für die Zeitung NY Daily News im Mai 2008, sie bevorzuge Komödien gegenüber den Dramen.

## Filmografie (Auswahl)
- 1990: Flash – Der Rote Blitz (The Flash)
- 1992: Hellraiser III
- 1993: Warlock – Satans Sohn kehrt zurück (Warlock: The Armageddon)
- 1993: Seinfeld – Episode 4-17
- 1994: The New Age
- 1996: A Family Thing – Brüder wider Willen (A Family Thing)
- 1997: Noch einmal mit Gefühl (That Old Feeling)
- 1997–1998: Chaos City (Spin City, Fernsehserie, 7 Folgen)
- 1998: Thursday – Ein mörderischer Tag (Thursday)
- 1998–1999: Amor – Mitten ins Herz (Cupid, Fernsehserie, alle Folgen)
- 1999: Snoops – Charmant und brandgefährlich (Snoops, Fernsehserie, alle Folgen)
- 2001: Second to None
- 2003: Im Dutzend billiger (Cheaper by the Dozen)
- 2004–2006: Veronica Mars (Fernsehserie, 4 Folgen)
- 2005: Break a Leg
- 2005–2006: Out of Practice – Doktor, Single sucht… (Out of Practice, Fernsehserie, alle Folgen)
- 2007: Ich weiß, wer mich getötet hat (I Know Who Killed Me)
- 2007–2008: Nip/Tuck – Schönheit hat ihren Preis (Nip/Tuck, Fernsehserie, 7 Folgen)
- 2007–2008: Californication (Fernsehserie, 9 Folgen)
- 2008: Shark (Fernsehserie, 3 Folgen)
- 2008–2010: Gary Unmarried (Fernsehserie, alle Folgen)
- 2011: Dr. House (House, Fernsehserie, 3 Folgen)
- 2013: Two and a Half Men (Fernsehserie, 2 Folgen)
- 2014: Murder in the First (Fernsehserie, 5 Folgen)
- 2015: Switched at Birth – Borrowing Your Enemy's Arrows (Fernsehserie)
- 2015: Väter und Töchter – Ein ganzes Leben (Fathers & Daughters)
- 2015: Gortimer Gibbon: Mein Leben in der Normal Street (Gortimer Gibbon’s Life on Normal Street, Fernsehserie, 9 Folgen)
- 2016: The Soul Man – This Mud's for You (Fernsehserie)
- 2016: Game of Silence – Road Trip (Fernsehserie)
- 2017: Law & Order: New York – Imposter
- 2017: Doubt – Where Do We Go From Here? (Fernsehserie)
- 2017: Ein Autor zum Verlieben (We Love You, Sally Carmichael!)
- 2018: Conrad & Michelle: If Words Could Kill (Fernsehfilm)
- 2019–2022: 9-1-1: Notruf L.A. (Fernsehserie, 3 Folgen)
- 2019: Euphoria (Fernsehserie, 9 Folgen)
- 2020: Modern Family – Legacy (Fernsehserie, 1 Folge)
- 2021: Malignant
- 2021–2022: Walker (Fernsehserie, 10 Folgen)
- 2022: As We See It (Fernsehserie, 2 Folgen)
- 2023: The Rookie: Feds (Fernsehserie, 1 Folge)
- 2024: Chicago Med (Fernsehserie, 1 Folge)